# 林伯豐

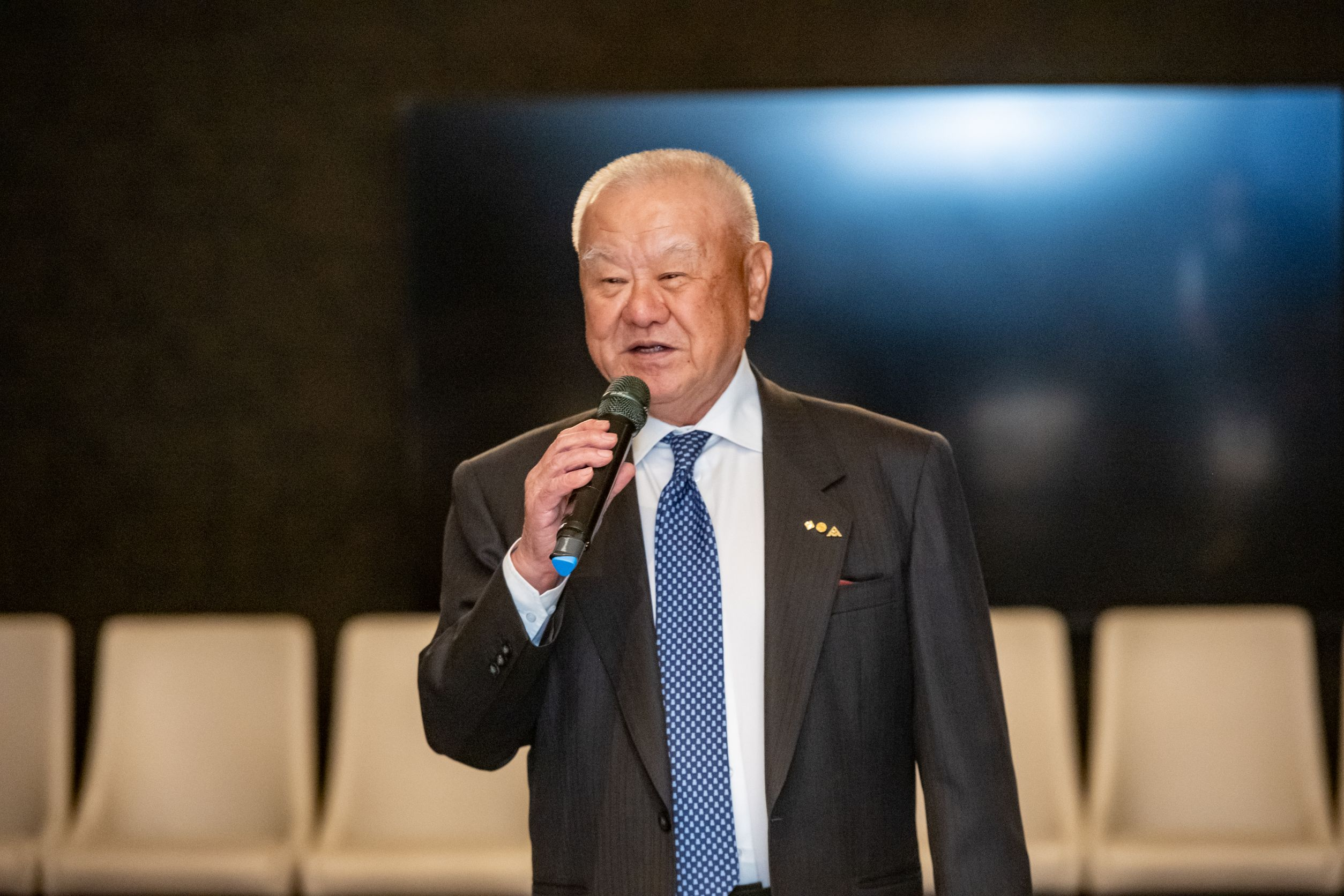
2024年的林伯豐

林伯豐（1943年—），生於日治台灣台北市，企業家，為台灣玻璃創辦人林玉嘉之子，現為台玻董事長、中華民國三三企業交流會理事長，曾任中華民國工商協進會理事長。

## 經歷
其父林玉嘉，為台灣玻璃公司創辦人。其家中有四子一女，林伯豐為長子，其弟林伯實。
畢業於世界新專（今世新大學）編採科。畢業後進入台灣玻璃公司工作。
2009年，其父林玉嘉卸任台灣玻璃公司董事長，林伯豐由總經理升任董事長，其弟林伯實由常務董事轉任總經理。
2014年，工商協進會理事長改選，駱錦明卸任，由林伯豐出任理事長。
2022年，6月因任期屆滿，卸任工商協進會理事長一職。10月，中國20大後林伯豐組團赴陸拜訪。 

## 榮譽

### 外国勋章奖章
- 旭日重光章（日本，2019年11月3日公布[3]）

## 家庭
其子林嘉宏、林嘉佑。